# Lakszmi

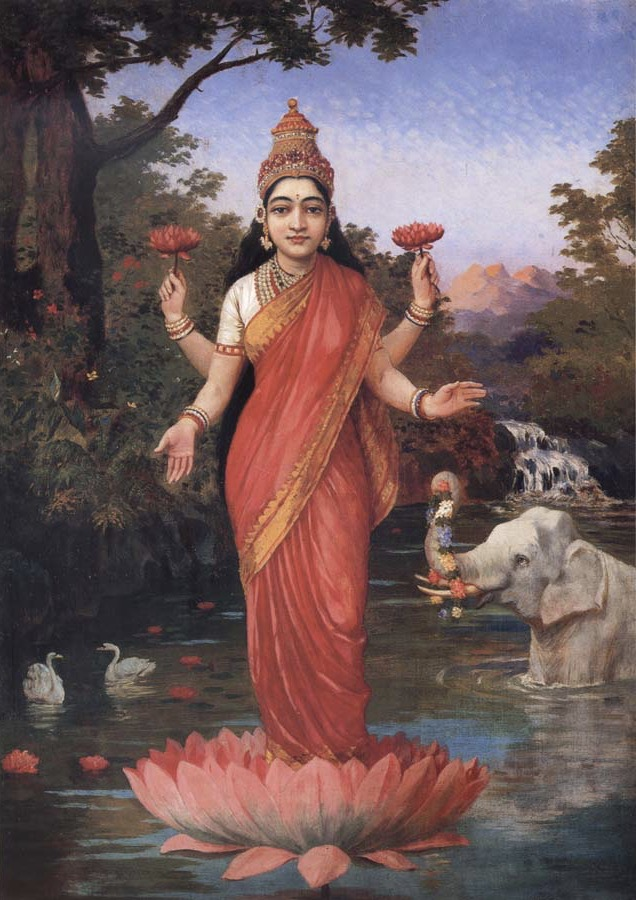
Bogini Lakszmi

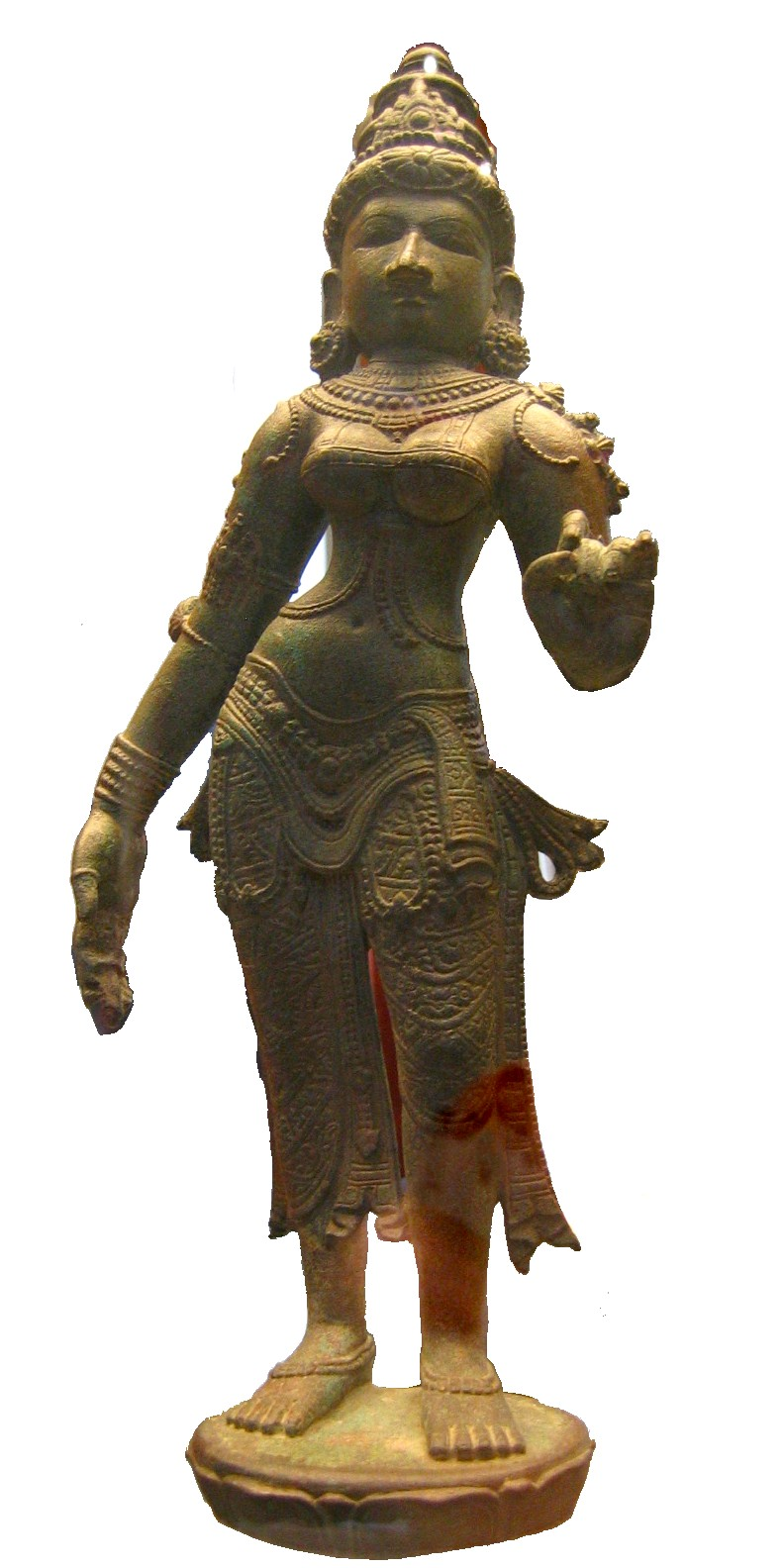
Figurka Lakszmi, British Museum

Lakszmi – w hinduizmie bogini szczęścia, bogactwa i piękna; żona Wisznu, matka Kamy. Uosabia wszelkie powodzenie – także materialne.

## Ikonografia
Lakszmi przedstawiana jest zwykle jako piękna, młoda kobieta o czterech rękach, stojąca na lotosie.

## Formy kultowe

### Cechy
Hinduistyczna literatura w następującymi cechami określa boginię Lakszmi:
- Dhrti (Cierpliwa),
- Hri (Skromna),
- Kśanti (Wybaczająca),
- Lajja (Nieśmiała),
- Medha (Utalentowana),
- Puszti (Rosnąca),
- Rati (Kochająca)[1].

### Asztalakszmi
Asztalakszmi (dewanagari अष्टलक्ष्मी, trl. Aṣṭalakṣmī, Osiem Lakszmi) – to grupa ośmiu wcieleń Lakszmi. Są nimi następujące boginie:
| 1) | आदि लक्ष्मी   | Ādi Lakṣmī     |  |
| 2) | धान्य लक्ष्मी  | Dhānya Lakṣmī  |  |
| 3) | धैर्य लक्ष्मी  | Dhairya Lakṣmī |  |
| 4) | गज लक्ष्मी   | Gaja Lakṣmī    |  |
| 5) | सन्तान लक्ष्मी | Santāna Lakṣmī |  |
| 6) | विजय लक्ष्मी  | Vijaya Lakṣmī  |  |
| 7) | विद्या लक्ष्मी  | Vidyā Lakṣmī   |  |
| 8) | धन लक्ष्मी   | Dhana Lakṣmī   |  |

## Rodzina i postacie powiązane
- Najpopularniejszy mit opisujący narodziny Lakszmi przedstawiono w Ramajanie – miała się wyłonić jako jeden z cudownych darów podczas ubijania oceanu (amrytamanthana) i olśniła wszystkich bogów swoją urodą.
- Lakszmi jest wskazywana jako partnerka boga Wisznu. Jako śakti Wisznu towarzyszy wszystkim jego wcieleniom, np.:
  - jako Sita towarzysząca na ziemi Ramie
  - jako Radha lub Rukmini towarzysząca na ziemi Krysznie.

## Recepcja w literaturze religijnej

### Wedy
We wczesnej mitologii wedyjskiej występuje jako Śri – bogini piękna i pomyślności, w szczególności w związku z władzą królewską.

### Brahmany
W brahmanach uznaje się ją także za boginię obdarzającą płodnością i do dzisiaj jest wiązana z patronką zbóż.

## Kult

### Święta
- Jedno z najważniejszych świąt hinduizmu, podczas którego oddaje się cześć Lakszmi to Diwali (święto świateł, dosł. „rząd lamp”) – obecnie wiązane z powrotem Ramy i Sity z Lanki, zwycięstwa dobra nad złem. W tym dniu członkowie rodziny obdarowują się prezentami. Jest to jedyny dzień, kiedy nie tylko można, ale nawet trzeba uprawiać hazard. Wypada mniej więcej na przełomie października i listopada (datę wylicza się według dni księżycowych – tithi).
- Inne ważne, ogólnoindyjskie święto, to Lakszmipudźa (dosł. „cześć Laszkmi”), obchodzone na przełomie września i października. Jest to dzień zakończenia roku finansowego, wtedy właśnie w domach kupieckich zakłada się i święci nowe księgi handlowe.